# Uvariopsis globiflora
Uvariopsis globiflora är en kirimojaväxtart som beskrevs av Ronald William John Keay. Uvariopsis globiflora ingår i släktet Uvariopsis och familjen kirimojaväxter. Inga underarter finns listade i Catalogue of Life.